# Ібрагім ібн Мумін
Абу Ісхак Ібрагім ібн Мумін (д/н — 1025/1026) — 7-й емір Волзької Болгарії у 1006—1025/1026 роках. Відомий також як Мумін II. На його панування припадає найбільше піднесення політичної й економічної потуги держави.

## Життєпис
Походив з династії Дуло, суварської гілки. Син Муміна ібн Ахмада. Посів трон 1006 року після смерті брата Абд ар-Рахмана. Продовжив зовнішню і внутрішню політику попередника.
Йому вдалося зміцнити вплив на фіно-угорські племена Передуралля на півночі.
Продовжувала активно розвиватися торгівля, зокрема в місті Хусан. 1007 року заснував місто Алабуга як новий центр для торгівлі зі сходом в умовах послаблення загрози з боку Огузької держави.
1012 року, скориставшись смертю Анни, дружини великого князя Київського Володимира Святославича, Ібрагім відправив посольство до останнього з пропозицією навернутися до ісламу, проте марно.
1024 року встановив дипломатичні відносини з султаном Махмудом Газневі в Хорасані. Того ж року наказав відправити зерно до Суздальської землі, де тривав голод. Помер Ібрагім ібн Мумін 1025 або 1026 року. Після цього почалася боротьба між його братом Ашрафханом і небожем Азгаром.